# Seznam slovenskih partizanskih brigad
Seznam slovenskih partizanskih brigad; med njimi so tudi brigade, ki so bile sestavljenih iz Italijanov in Francozov, a so delovale v Sloveniji.

## Seznam
- 1. slovenska narodnoosvobodilna udarna brigada »Tone Tomšič«
- 2. slovenska narodnoosvobodilna udarna brigada »Ljubo Šercer«
- 3. slovenska narodnoosvobodilna udarna brigada »Ivan Gradnik«
- 4. slovenska narodnoosvobodilna udarna brigada »Matija Gubec«
- 5. slovenska narodnoosvobodilna udarna brigada »Ivan Cankar«
- 6. slovenska narodnoosvobodilna udarna brigada »Slavko Šlander«
- 7. slovenska narodnoosvobodilna udarna brigada »France Prešeren«
- 8. slovenska narodnoosvobodilna brigada »Fran Levstik«
- 9. slovenska narodnoosvobodilna brigada
- 10. slovenska narodnoosvobodilna udarna brigada »Ljubljanska«
- 11. slovenska narodnoosvobodilna brigada »Miloš Zidanšek«
- 12. slovenska narodnoosvobodilna brigada
- 13. slovenska narodnoosvobodilna brigada »Mirko Bračič«
- 14. slovenska narodnoosvobodilna brigada »Železničarska«
- 15. slovenska narodnoosvobodilna udarna brigada »Belokranjska«
- 16. slovenska narodnoosvobodilna brigada »Janko Premrl-Vojko«
- 17. slovenska narodnoosvobodilna brigada »Simon Gregorčič«
- 18. slovenska narodnoosvobodilna udarna brigada »Bazoviška«
- 19. slovenska narodnoosvobodilna udarna brigada »Srečko Kosovel«
- 20. slovenska narodnoosvobodilna brigada
- 156. brigada »Bruno Buozzi«
- 157. brigada »Guido Picelli«
- 158. brigada »Antonio Gramsci«
- Brigada »Liberte«
- 1. slovenska artilerijska brigada
- 1. štajerska partizanska brigada
- 2. slovenska artilerijska brigada
- 1. brigada 1. divizije KNOJ
- 2. brigada 1. divizije KNOJ
- 3. brigada 1. divizije KNOJ
- 4. brigada 1. divizije KNOJ
- Brkinska brigada
- Goriška brigada
- Gradbena brigada
- Istrska brigada
- Rabska brigada
- Tolminska brigada
- Tržaška udarna brigada Garibaldi